# 杉山大
杉山 大（すぎやま おおき、1977年8月5日 - ）は、日本の男性俳優、声優。東京都出身。アクセント所属。

## 来歴
役者になる前は、やりたいことが見つからなく、日々フラフラしていたという。その時、劇団若草と出会って役者の道に進んだという。しかし劇団に行ったり行かなかったりという感じだったという。劇団の皆に引っ張ってもらい、仕事の現場を経験することで、人間的にも成長していったと語る。当初の頃は、舞台が中心だったという。裏方で経験を積んで、徐々に役をもらったりして、少しずつ活動の幅も広がっていき、NHKで放送されていた海外ドラマの吹き替えで声優としての活動を始める。オーディションの時、すごい落ちこぼれであり、台本を読むのが精一杯という状態だったという。ところが合格し、後から聞いた話だと、「一番下手で面白かったから」というのが理由である。
その後、若草セレクションを経て、2006年12月1日よりぷろだくしょん★A組に所属。現在はアクセントに所属している。
デビュー作は山田洋次監督作品『学校II』。吹き替えデビューは1997年NHK教育放送の海外ドラマ『スペースキッズ 翔べイカルス号』。

## 人物
趣味は山歩き、収集。特技は弾き語り。

## 出演
太字はメインキャラクター。

### テレビアニメ
2002年
- あたしンち

2004年
- お伽草子（碓井貞光）
- KURAU Phantom Memory（パイロット、司会者 他）
- 攻殻機動隊 S.A.C. 2nd GIG（プロト 他）
- 風人物語（大気）

2005年
- capeta（駒沢将斗）
- 交響詩篇エウレカセブン（2005年 - 2006年、ガリバー、通信士、ヤンキー、ノーマ02、僧兵 他）

2006年
- ARIA The NATURAL（ギャルソン）
- エア・ギア（サーベルタイガー）
- 桜蘭高校ホスト部（男A、業者）
- コヨーテ ラグタイムショー
- プレイボール2nd（鈴木）
- Project BLUE 地球SOS（ウォルター、記者B）

2007年
- クレヨンしんちゃん（2007年 - 2023年、歯科医、男性A、若者、部下B、イワシ 他）
- 精霊の守り人（星読みA）
- 戦争童話 ふたつの胡桃
- DARKER THAN BLACK -黒の契約者-（部下A）
- DEATH NOTE（白バイ警官）
- 忍たま乱太郎（2007年 - 2025年、怪しい男、ウスタケ忍者、凄腕忍者の部下、間切〈3代目〉）
- PRISM ARK（将軍C、生徒、生徒A、男子生徒）
- 魔人探偵脳噛ネウロ（速水幸敏）
- レンタルマギカ（肉塊）
- ロケットガール（ケイタ）
- ロミオ×ジュリエット（衛兵）

2008年
- ARIA The ORIGINATION（ウェイター）
- 銀魂（2008年 - 2017年、通行人、大吾） - 2シリーズ
- クリスタル ブレイズ（鑑識員、刑事、呼び込み、隊員）
- ソウルイーター（2008年 - 2009年、ミイラ、アラクノフォビア戦闘員、アラクノフォビア研究員、レイチェルのパパ、アラクノフォビア戦闘員C 他）
- テイルズ オブ ジ アビス（ギンジ）
- true tears（祭りの客C）
- ドルアーガの塔 シリーズ（2008年 - 2009年、クム） - 2シリーズ
- ひだまりスケッチ×365（男子生徒A、男）
- Mnemosyne-ムネモシュネの娘たち-（秘書）

2009年
- うちの3姉妹（不良学生A）
- こんにちは アン 〜Before Green Gables（トミー）
- DARKER THAN BLACK -流星の双子-（兵士、SVRエージェント）
- Phantom 〜Requiem for the Phantom〜（ロブ）
- RIDEBACK -ライドバック-（コブラ弟、木崎）

2010年
- STAR DRIVER 輝きのタクト（ゴウダ・テツヤ / スピードキッド）
- 薄桜鬼（浪人）
- 名探偵コナン（2010年 - 2022年、前田浩介、大河原則守、菅生恵介、花崎瑞俊）

2011年
- スティッチ! 〜ずっと最高のトモダチ〜（泥棒B）
- ブレイド（ヤクザ）

2012年
- CØDE:BREAKER（犬）

2014年
- キャプテン・アース（メンティス、学校の担任）
- 東京喰種トーキョーグール（2014年 - 2015年、宗太） - 2シリーズ
- 名探偵コナン 江戸川コナン失踪事件 〜史上最悪の2日間〜（捜査員）

2015年
- うたわれるもの 偽りの仮面（マロロ）

2016年
- 赤髪の白雪姫（舞踏の先生）
- NARUTO -ナルト- 疾風伝（大筒木アシュラ）

2020年
- GO!GO!アトム
- NOBLESSE -ノブレス-（カリアス・ブラスター）

2022年
- うたわれるもの 二人の白皇（マロロ）

### 劇場アニメ
- 劇場版ツバサ・クロニクル 鳥カゴの国の姫君（2005年）
- ゲド戦記（2006年）
- スカイ・クロラ The Sky Crawlers（2008年、パイロット）
- 交響詩篇エウレカセブン ハイエボリューション1（2017年、担任教師）

### OVA
- 攻殻機動隊 STAND ALONE COMPLEX Solid State Society（2006年、プロト）
- AIKa R-16:VIRGIN MISSION（2007年、クルー達）
- 舞-乙HiME 0〜S.ifr〜（2008年、ランボス）
- CLANNAD 〜AFTER STORY〜（2009年、先生）
- 少女ファイト（2009年、千石雲海）
- よんでますよ、アザゼルさん。（2010年、変なもの）※原作単行本第4巻付属OAD

### Webアニメ
- リーンの翼（2005年）

### ゲーム
2005年
- エウレカセブン TR1:NEW WAVE

2007年
- 忌火起草（中森健吾）

2008年
- クリムゾン・エンパイア〜Circumstance to serve a noble〜
- 侍道3（梅宮祐馬）

2015年
- うたわれるもの 偽りの仮面（マロロ）

2016年
- うたわれるもの 二人の白皇（マロロ）

2018年
- うたわれるもの斬 / 2（2018年 - 2021年、マロロ） - 2作品

2019年
- うたわれるもの ロストフラグ（マロロ）

2022年
- モノクロームメビウス 刻ノ代贖（マロロ）
- 義賊探偵ノスリ（マロロ）

2023年
- NARUTO X BORUTO ナルティメットストームコネクションズ（大筒木アシュラ）

### ドラマCD
- 少女ファイト（千石雲海）※コミックス第5巻 特装版付属CD
- 秘書育成中。（桐嶋暎）

### 吹き替え

#### 映画（吹き替え）
- アーサーとミニモイの不思議な国
- アウトバーン（ケイシー〈ニコラス・ホルト〉）
- アドレナリンEX（ロイド）
- あの日の指輪を待つきみへ（ジミー・ライリー）
- アバウト・ア・ボーイ
- アメリカン・クライム（アンディ〈ジェームズ・フランコ〉）
- アメリカン・パイシリーズ（ポール・フィンチ〈エディ・ケイ・トーマス〉）
  - アメリカン・パイ
  - アメリカン・サマー・ストーリー
  - アメリカン・パイ3:ウェディング大作戦
  - アメリカン・パイパイパイ!完結編 俺たちの同騒会
- アルティメット2 マッスル・ネバー・ダイ（カール）
- イタリア的、恋愛マニュアル（ダンテ）
- ヴァンパイア・イン・ラスベガス（ジェイソン）
- ウォーター・ホース
- 裏切りの報酬（ルドヴィク・クリチェク）
- エアポート'08（ポーリー）
- エイリアンvsエイリアン（アレックス）
- 映画は映画だ
- エクジット・スピード（ヴィック）
- S.I.U. ロサンゼルス特捜隊（アレックス〈ライアン・ガスマン〉）
- エンドゲーム 大統領最期の日
- ガブリエル（イシューリエル）
- 噛む女（トウィッチ〈スチュアート・ストーン〉）
- 紀元前1万年（モハ〈リース・リッチー〉）※テレビ朝日版
- 奇跡の夏
- キャデラック・レコード（ジミーロジャース）
- 強敵（ジェピル）
- キル・ショット（リッチー・ニックス〈ジョセフ・ゴードン＝レヴィット〉）
- グラントリノ
- クレイジー・ハート
- 喧嘩 -ヴィーナス vs 僕-
- ゴースト・ナース（トゥワンウィット）
- 最高の人生（アブナー少年）
- ザッツ★マジックアワー ダメ男ハワードのステキな人生（アラン〈アダム・スコット〉）
- サム
- サラエボの花（サミル）
- 3時10分、決断のとき（ウィリアム・エヴァンス〈ローガン・ラーマン〉）
- 幸せになるための27のドレス
- ス（チェ刑事）
- スーパーヒーロー ムービー!!　-最'笑'超人列伝-（トム・クルーズ）
- ストリッパー VS ゾンビ（クリス）
- セブンデイズ（カン・ジウォン〈ヤン・ジヌ〉）
- 戦火の馬（デイヴィッド・ライオンズ〈ロバート・エムズ（英語版）〉）
- その名にちなんで
- ダーウィン・アワード（映像学校生）
- ターミネーター3（ホゼ・バレッラ）
- TIME/タイム（フォーティス〈アレックス・ペティファー〉[1]）
- 正しい恋愛小説の作り方（パブロ）
- 誰にでも秘密がある
- 弾突 DANTOTSU
- 沈黙の鉄拳（セルゲイ〈ジェシー・ハッチ〉[1]）
- ディスタービア
- デイライト（マイキー）※テレビ朝日版
- デス・プルーフ（ネイト）
- デス・プルーフ in グラインドハウス
- デプス・チャージ合衆国撃沈（ピサル）
- DOOM（キッド）
- ドラゴンキングダム
- ドラゴン・コップス（ワン・プーアル〈ウェン・ジャン〉）
- ドラゴン・タトゥーな女 in パラノーマル・アクティビティ（テイラー）
- ドラゴンハート 最後の闘い（ガレス〈ジュリアン・モリス〉）
- ナットのスペースアドベンチャー3D（ブッチ）
- ノーラヴ・ノーライフ クリスマスの贈り物
- パーティー・ナイトはダンステリア（マット・フランクリン〈トファー・グレイス〉）
- バイオハザードIII（マイキー〈クリストファー・イーガン〉[1]）※ソフト版
- バトル・オブ・スカイアーク（ラスティ）
- パニッシャー・ウォー・ゾーン（マギンティ）
- 母なる証明（トジュン〈ウォンビン〉）
- バレンタインデー（ジェイソン・モリス〈トファー・グレイス〉）
- ピッチ・パーフェクトシリーズ（ジェシー・スワンソン〈スカイラー・アスティン〉）
  - ピッチ・パーフェクト ※ユニバーサル・ピクチャーズ版
  - ピッチ・パーフェクト2
- ヒップホップ・ゴルファー（ミック）
- ビバリーヒルズ・チワワ
- 卑劣な街（ピョンシク）
- ファンボーイズ（エリック・ボトラー〈サム・ハンティントン〉）
- 47RONIN（小姓頭）
- 復讐捜査線（バーナム〈ショーン・ロバーツ〉）
- フライボーイズ（ナン）
- ブラッド・ブラザーズ -天童口-（シーイェン）
- マーガレット・サッチャー 鉄の女の涙（若き日のデニス〈ハリー・ロイド〉）
- マン・オブ・ザイヤー（ダニー）
- Mr.ウッドコック -史上最悪の教師-
- ムービー43（マイキー〈クリストファー・ミンツ＝プラッセ〉）
- ランボー/最後の戦場（スクールボーイ〈マシュー・マースデン〉）※ソフト版
- 理想の彼氏（ミッチ）
- 臨死
- レ・ミゼラブル（ガブローシュ）
- ロッキー・ザ・ファイナル（ステップス）
- ロマンチック・アイランド（チ・ギョン）

#### ドラマ
- I AM 私の分岐点 シーズン2 #2（マイケル〈CJ・ベックフォード〉[10]）
- アガサ・クリスティー ABC殺人事件（ドナルド・フレイザー〈ジャック・ファーシング〉[11]）
- アグリー・ベティ（ハンター）
- アニマル・レスキュー・キッズ（リッジ）
- ALPHAS/アルファズ（マシュー・ハーリー）
- ER緊急救命室
  - シーズン8（トーマス[1]）
  - シーズン10 #9（トーマス・ヨーダー〈フィン・ウィットロック〉）
  - シーズン12 #17（フリック〈ジェームズ・ギンティ〉）
  - シーズン14 #15（ニック〈ジェイク・トーマス〉）
  - シーズン15 #5（マイケル・リアリー〈チャック・ヒッティンガー〉）
- イ・サン（ごろつき1）
- イルジメ〜一枝梅（ウンボク）
- ウィンザー通りの魔女たち（ジェフリー）
- Lの世界（マーク）
- 王女の男（チョン・ノゴル）
- オールイン 運命の愛（ヨンテ）
- オールザット（ジョッシュ）
- 思いっきりハイキック!（ヨンミン 他）
- オレのことスキでしょ。（キム・ソクヒョン〈ソン・チャンウィ〉）
- オンエアー（ソンギュ）
- 騎馬警官（イアン・マクドナルド〈リノ・ロマノ〉）
- 気分はぐるぐる #17（ブレット）
- 逆賊-民の英雄ホン・ギルドン-（アモゲ〈キム・サンジュン〉）
- ギャラクティカ
- 恐竜SFドラマ プライミーバル 第3章
- クリミナル・マインド FBI行動分析課 #2
- クリミナル・マインド5 FBI行動分析課 #15（コナー）
- コーヒープリンス1号店（チン・ハリム〈キム・ドンウク〉[1]）
- コールドケース4 #10（若いジミー）
- コールドケース5 #9（若いトム）
- ゴースト 〜天国からのささやき
- ゴシップガール（アーロン[1]）
- 個人の趣向（ハン・チャンニョル〈キム・ジソク〉[1]）
- こちらブルームーン探偵社5
- ザ・ケープ 漆黒のヒーロー #6（ヒックス〈チャド・リンドバーグ〉）
- サマンサ Who? #18（イケメン）
- サンダーストーン 未来を救え!（ドゥエイン）
- ジーク アンド ルーサー（ラモーン）
- CSI:7 科学捜査班 #23（シャンドルー）
- CSI:サイバー（ブロディ・ネルソン〈シャド・モス〉）
- CSI:マイアミ5 #10（ブラッド）
- CSI:マイアミ10 ザ・ファイナル
- シークレット・アイドル ハンナ・モンタナ
- シェルビーの事件ファイル（ノア）
- ジョナス（ヴァン・ダイク〈チャック・ヒッティンガー〉）
- 新ビバリーヒルズ青春白書（タイ・コリンズ〈アダム・グレゴリー〉[1]）
- スイート・ライフ（クリフ）
- セカンドチャンス（アントニオ）
- 雪山飛狐（文泰来）
- 主任警部モース（ロイ）
- 善徳女王（ハジョン[1]）
- ターミネーター:サラ・コナー クロニクルズ シーズン2（シモンズ）
- 太王四神記（サリャン〈パク・ソンミン〉[1]）
- 大風水（イ・ジョングン〈ソン・チャンウィ〉）
- チャームド 〜魔女3姉妹〜 シーズン7（ヒューズ）
- 朱蒙（サヨン〈ペ・スビン〉[1]）
- テラノバ/Terra Nova
- 特殊能力捜査官 ペインキラー・ジェーン（ブライアン）
- Dr.HOUSE2 #2（ブラッド）
- Dr.HOUSE3 #20（男）
- ドクター・フー #16（狼男）
- ドレスデン・ファイル
- ネイキッド・ブラザーズ・バンド
- 花より男子（織部慎吾、織部順平）
- 薔薇の名前（アデルモ〈レオナルド・パツァーリ〉[12]）
- 犯罪捜査官ネイビーファイル
- HEROES/ヒーローズ（ブロディ）
- 秘密情報部 トーチウッド
- 五星大飯店〜Five Star Hotel〜（トントン）
- 4400 未知からの生還者
- プライベート・プラクティス2 迷えるオトナたち（ジェシー）
- ブラザーズ&シスターズ
- フラッシュポイント（ジャクソン）
- プリズン・ブレイク（ローランド・グレン〈ジェームズ・ヒロユキ・リャオ〉[1]）
- ブルーブラッド シーズン2
- プロジェクト・ランウェイ シーズン4（ケヴィン・クリスティアナ）
- 北京バイオリン
- BONES シーズン4 #18（ラングストン）
- ホテル・バビロン（アダム）
- ホット・ショット（ルー・チュー）
- MAD MEN（ケン・コスグローブ〈アーロン・ステイトン〉[1]）
- ミステリー・グースバンプス #5（ドゥエイン）、#45（ジョナサン）
- 名探偵モンク4 #6
- ヤング・スーパーマン
- ライ・トゥ・ミー 嘘は真実を語る（イーライ・ローカー〈ブレンダン・ハインズ〉[1]）
- 恋愛時代
- 私はケイトリン（エリック・アンダーソン〈ブレンダン・フレッチャー〉）
- One Tree Hill（ゲイブ）

#### アニメ
- アイアンマン ザ・アドベンチャーズ（ローディ / ウォーマシン[1]）

### テレビドラマ
- BSi 激☆店（通販刑事 亜美）

### 映画
- 学校II（山田洋次監督）

### ナレーション
- 地球ドラマチック
  - ストラディヴァリウス〜究極の音色を求めて〜（ダリボール・カルヴァイ）
  - 野生動物と子供たち〜チーターと共に〜